# Gianna Gancia
Gianna Gancia (Bra, 31 dicembre 1972) è una politica italiana, esponente della Lega ed europarlamentare dal 2 luglio 2019.
Dal 2009 al 2014 ha ricoperto la carica di presidente della Provincia di Cuneo.

## Biografia
Nasce a Bra e da allora vive, in maniera quasi ininterrotta, a Narzole. Fa parte della famiglia Gancia, titolare dal 1850 dell'omonima azienda produttrice di vini spumanti, una delle realtà di tale settore più importanti in Italia.
Conseguita la maturità scientifica al liceo di Fossano, si iscrive alla Facoltà di Giurisprudenza dell'Università di Torino. Nei primi anni Novanta interrompe gli studi per lavorare nell'azienda di famiglia, in seguito alla scomparsa del padre Giampiero.

## Carriera politica

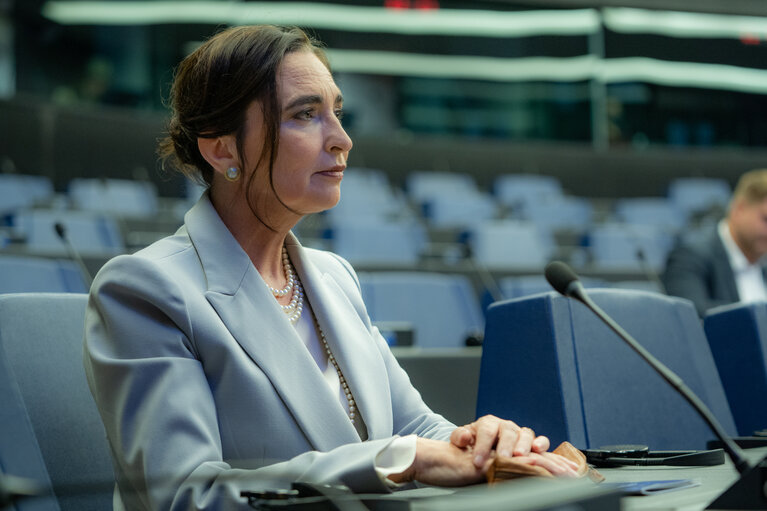
Gianna Gancia al Parlamento Europeo

Entrata a far parte del partito della Lega Nord nel 1991, viene eletta consigliere comunale a Narzole e consigliere d'amministrazione dell'Acquedotto delle Langhe e delle Alpi Cuneesi. Allo stesso periodo risale l'esperienza nelle realtà associative imprenditoriali con la vice presidenza dei giovani imprenditori della Provincia Granda.
Alle elezioni amministrative del 2009 è eletta presidente della provincia di Cuneo in rappresentanza della coalizione di centro-destra: diventa così la più giovane presidente di Provincia d'Italia.
Il 16 aprile 2012 viene eletta presidente del Consiglio piemontese della Lega Nord..
Il 25 maggio 2014 viene eletta nel Consiglio regionale del Piemonte con il maggior numero di preferenze (6.284) tra tutti i candidati di centrodestra, riportando per la prima volta, dopo oltre trent'anni, una donna della "provincia Granda" in Regione, come consigliera eletta.
Si candida alle elezioni europee del 2019 per la Lega venendo eletta in quinta posizione con 19.194 voti.
Alle elezioni europee del 2024 si ricandida nella circoscrizione nord-occidentale in quinta posizione ma con 8.360 preferenze si piazza solo decima in lista. Alle concomitanti elezioni regionali in Piemonte è inserita nel listino bloccato dell’uscente Alberto Cirio  diventando poi consigliere regionale.

### Presidente della Provincia di Cuneo

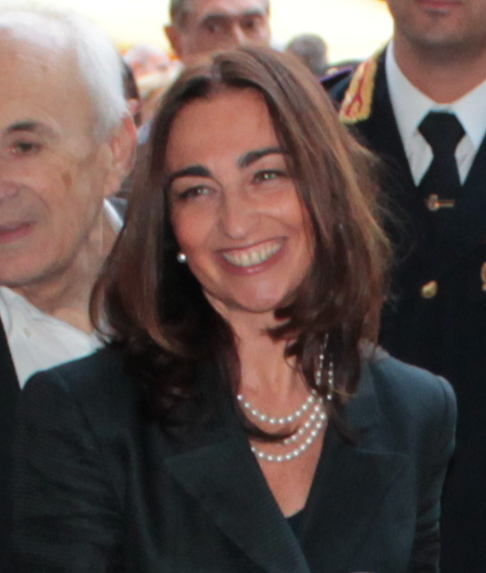
Gianna Gancia nel 2013

Nella veste di presidente della Provincia ha la funzione di rappresentare sia giuridicamente che politicamente l'Ente nel suo complesso. È inoltre referente in materia di Grandi Infrastrutture, Sostegno all'economia locale, Programmazione e sostegno all'imprenditoria agricola (Pop), Sicurezza stradale e ordine pubblico, Federalismo, Bilancio e finanze, Controllo di gestione.
Nel 2011 all'ente è stato assegnato il primo premio nel concorso nazionale “La carta da abolire” per via dei risultati raggiunti sul fronte della dematerializzazione, con l’attivazione di procedure innovative che in tre anni hanno consentito all’Ente di risparmiare nove tonnellate di carta e 23 alberi.
Sempre da Presidente della Provincia della Granda, si fa promotrice della stesura dell'opera omnia del Presidente della Repubblica Luigi Einaudi, in collaborazione con la Fondazione Luigi Einaudi Onlus.
Si candida con la Lega Nord alle Elezioni regionali in Piemonte del 2014 in sostegno del candidato di FI-Lega Gilberto Pichetto Fratin che viene sconfitto dal candidato del centrosinistra Sergio Chiamparino. Sarà consigliere di opposizione.
Il 13 giugno 2014, alla scadenza del proprio mandato, si dimette da Presidente della Provincia di Cuneo, la quale viene commissariata con la cosiddetta 'legge Delrio' (legge 7 aprile 2014, n.56) che ne prevede la modifica in termini di competenze e modalità di nomina del presidente.

## Vita privata
Dal 2001 è la compagna del politico della Lega Nord, nonché ministro, Roberto Calderoli. Si sono uniti in matrimonio sabato 5 settembre 2015. Ha un figlio, Giampiero, nato nel 2000.